# Miesenbach, Áo
Miesenbach là một đô thị thuộc huyện Wiener Neustadt-Land trong bang Niederösterreich, Áo.